# Robbanás a Hotel Saratogában
2022. május 6-án a havannai Hotel Saratoga felrobbant, valószínűleg gázszivárgás miatt. A balesetben 47-en meghaltak, 52-en megsérültek. Valamennyien kubaiak voltak, kivéve egy spanyol turistát, aki a közelben tartózkodott a katasztrófa idején.

## A robbanás
A robbanás délelőtt 10.56-kor következett be. Mivel az épületben dolgoztak, így csak kubai munkások tartózkodtak benne. A szállodát kilenc nap múlva tervezték megnyitni, miután két évig zárva volt a Covid-járvány miatt. A robbanás epicentruma a második emeleten volt, és hatását egy kilométeres körzetben érezni lehetett.
A hotelt és környékét porfelhő lepte be, először a szomszédos házakban lakók érkeztek a helyszínre, ők kezdték meg a mentési munkálatokat. A rendőrök, annak ellenére, hogy a legközelebbi őrs mindössze 70 méterre volt, csak lassan reagáltak, és az első tűzoltók is csak húsz perc múlva érkeztek meg, holott állomásuk két és fél háztömbre volt a szállodától.
A robbanásban szinte csak a szálloda szerkezete maradt épen, a homlokzatot elsöpörte a nyomáshullám. Számos épület megsérült a közelben, köztük egy iskola, a Martí-színház, a hotel Dragones utcai szomszédja összeomlott. Súlyos strukturális károkat szenvedett az El Calvario-templom is. Mindössze két órával a katasztrófa után a helyszínre érkezett Miguel Diaz-Canel Bermudez kubai elnök. A szakértők arra az álláspontra jutottak, hogy a robbanás akkor következett be, amikor a munkások gázzal töltötték fel a hotel tartaléktartályát.

## A hotel története
A Hotel Saratoga 1933-ban nyílt meg a Prado utcában, a Dragones utca sarkán, szemben a La India-szökőkúttal, alig 60 méterre a törvényhozástól, a Capitoliótól. A szálloda már 1935-ben Havanna egyik attrakciójának számított, a helyi társasági élet egyik fontos színtere volt, az ország legjobb zenekarai játszottak benne, innen indult mások mellett az első csak nőből álló kubai együttes, a Las Anacaonas pályafutása. A hotel első ötven évében csak egy rövid időszakra zárt be az 1980-as években, amikor közepes tűz pusztított a falai között.
A nemzetközi turizmus előtt 2005-ben nyitották meg, miután felújították. Az átalakításnak köszönhetően 96 szobát, három bárt, két éttermet, uszodát, konferenciatermet alakítottak ki az épületben, az eredeti hotelből szinte csak a homlokzat maradt meg. A Hotel Saratoga ötcsillagos szállodaként nyílt meg, mások mellett vendége volt Madonna és Beyonce is.